# The Gallantry of Jimmy Rodgers
The Gallantry of Jimmy Rodgers è un cortometraggio muto del 1915. Il nome del regista non viene riportato.

## Trama
La fidanzata di un giovane gli chiede di recuperare alcune lettere compromettenti ma la richiesta si rivelerà essere uno scherzo.

## Produzione
Il film fu prodotto dalla Essanay Film Manufacturing Company.

## Distribuzione
Distribuito dalla General Film Company, il film - un cortometraggio in due bobine - uscì nelle sale cinematografiche USA il 5 gennaio 1915.